# Bagawdin Umachanow
Bagawdin Mustafajewicz Umachanow (ros. Багаутдин Мустафаевич Умаханов; ur. 2 czerwca 1971 w Chasawjurcie) – rosyjski zapaśnik w stylu wolnym.
Olimpijczyk z Atlanty 1996, gdzie zajął 11. miejsce w kategorii 57 kg.
Mistrz Świata i Europy juniorów i kadetów (1988-89) w barwach ZSRR. Jako senior zawodnik Rosji. Trzecie miejsce na Mistrzostwach Świata w 1994 roku. Czterokrotny uczestnik Mistrzostw Europy, złoty medalista z 1991 i 1992, srebrny z 1994 roku. Pierwszy w Pucharze Świata w 1990, 1992 i 1993 roku.
Brązowy medal mistrzostw WNP w 1992 roku. Mistrz Rosji w 1993, 1994 i 1996 roku.